# Radek Bonk
Pour les articles homonymes, voir Bonk (homonymie).
Radek Bonk (né le 9 janvier 1976 à Krnov en Tchécoslovaquie) est un joueur professionnel tchèque de hockey sur glace.

## Carrière de joueur
À l’âge de 17 ans, évoluant avec le Thunder de Las Vegas de la Ligue internationale de hockey, Bonk avait reçu le trophée Garry-F.-Longman remis à la « Recrue par excellence » du circuit, devenant le plus jeune joueur à recevoir pareil honneur. Il a représenté la République tchèque lors de deux tournois internationaux, remportant une médaille d’or au Championnat du monde de 1996; il a également participé à la Coupe du monde 1996.
Il a été repêché par les Sénateurs d'Ottawa lors du repêchage d'entrée dans la LNH 1994, à la 3e position au total. Il a joué pour Ottawa pendant 10 saisons avant d'être échangé aux Kings de Los Angeles, puis aux Canadiens de Montréal contre le gardien Mathieu Garon en compagnie du gardien Cristobal Huet. Il a été acquis par les Predators de Nashville via le marché des joueurs autonomes avant la saison 2007-2008 et a signé un contrat de deux ans.

## Statistiques
| Saison     | Équipe                              | Ligue      |     | Saison régulière | Saison régulière | Saison régulière | Saison régulière | Saison régulière |    | Séries éliminatoires | Séries éliminatoires | Séries éliminatoires | Séries éliminatoires | Séries éliminatoires |
| Saison     | Équipe                              | Ligue      | PJ  | B                | A                | Pts              | Pun              | PJ               | B  | A                    | Pts                  | Pun                  |                      |                      |
| 1992-1993  | AC ZPS Zlín                         | Extraliga  | 29  | 5                | 4                | 9                | 0                |                  |    |                      |                      |                      |                      |                      |
| 1993-1994  | Thunder de Las Vegas                | LIH        | 76  | 42               | 45               | 87               | 208              | 5                | 1  | 2                    | 3                    | 10                   |                      |                      |
| 1994-1995  | Thunder de Las Vegas                | LIH        | 33  | 7                | 13               | 20               | 62               | --               | -- | --                   | --                   | --                   |                      |                      |
| 1994-1995  | Sénateurs d'Ottawa                  | LNH        | 42  | 3                | 8                | 11               | 28               | --               | -- | --                   | --                   | --                   |                      |                      |
| 1994-1995  | Senators de l'Île-du-Prince-Édouard | LAH        | --  | --               | --               | --               | --               | 1                | 0  | 0                    | 0                    | 0                    |                      |                      |
| 1995-1996  | Sénateurs d'Ottawa                  | LNH        | 76  | 16               | 19               | 35               | 36               | --               | -- | --                   | --                   | --                   |                      |                      |
| 1996-1997  | Sénateurs d'Ottawa                  | LNH        | 53  | 5                | 13               | 18               | 14               | 7                | 0  | 1                    | 1                    | 4                    |                      |                      |
| 1997-1998  | Sénateurs d'Ottawa                  | LNH        | 65  | 7                | 9                | 16               | 16               | 5                | 0  | 0                    | 0                    | 2                    |                      |                      |
| 1998-1999  | Sénateurs d'Ottawa                  | LNH        | 81  | 16               | 16               | 32               | 48               | 4                | 0  | 0                    | 0                    | 6                    |                      |                      |
| 1999-2000  | HC IPB Pojišťovna Pardubice         | Extraliga  | 3   | 1                | 0                | 1                | 4                |                  |    |                      |                      |                      |                      |                      |
| 1999-2000  | Sénateurs d'Ottawa                  | LNH        | 80  | 23               | 37               | 60               | 53               | 6                | 0  | 0                    | 0                    | 8                    |                      |                      |
| 2000-2001  | Sénateurs d'Ottawa                  | LNH        | 74  | 23               | 36               | 59               | 52               | 2                | 0  | 0                    | 0                    | 2                    |                      |                      |
| 2001-2002  | Sénateurs d'Ottawa                  | LNH        | 82  | 25               | 45               | 70               | 52               | 12               | 3  | 7                    | 10                   | 6                    |                      |                      |
| 2002-2003  | Sénateurs d'Ottawa                  | LNH        | 70  | 22               | 32               | 54               | 36               | 18               | 6  | 5                    | 11                   | 10                   |                      |                      |
| 2003-2004  | Sénateurs d'Ottawa                  | LNH        | 66  | 12               | 32               | 44               | 66               | 7                | 0  | 2                    | 2                    | 0                    |                      |                      |
| 2004-2005  | HC Oceláři Třinec                   | Extraliga  | 27  | 6                | 10               | 16               | 44               | --               | -- | --                   | --                   | --                   |                      |                      |
| 2004-2005  | HC ZPS Zlín                         | Extraliga  | 6   | 3                | 2                | 5                | 4                | 6                | 0  | 2                    | 2                    | 8                    |                      |                      |
| 2005-2006  | Canadiens de Montréal               | LNH        | 61  | 6                | 15               | 21               | 52               | 6                | 2  | 0                    | 2                    | 2                    |                      |                      |
| 2006-2007  | Canadiens de Montréal               | LNH        | 74  | 13               | 10               | 23               | 54               | --               | -- | --                   | --                   | --                   |                      |                      |
| 2007-2008  | Predators de Nashville              | LNH        | 79  | 14               | 15               | 29               | 40               | 6                | 1  | 0                    | 1                    | 2                    |                      |                      |
| 2008-2009  | Predators de Nashville              | LNH        | 66  | 9                | 16               | 25               | 34               |                  |    |                      |                      |                      |                      |                      |
| 2009-2010  | Lokomotiv Iaroslavl                 | KHL        | 7   | 0                | 2                | 2                | 6                |                  |    |                      |                      |                      |                      |                      |
| 2009-2010  | HC Oceláři Třinec                   | Extraliga  | 39  | 5                | 12               | 17               | 60               |                  |    |                      |                      |                      |                      |                      |
| 2010-2011  | HC Oceláři Třinec                   | Extraliga  | 50  | 14               | 25               | 39               | 68               | -                | -  | -                    | -                    | -                    |                      |                      |
| 2011-2012  | HC Oceláři Třinec                   | Extraliga  | 48  | 11               | 14               | 25               | 44               | 5                | 0  | 1                    | 1                    | 0                    |                      |                      |
| 2012-2013  | HC Oceláři Třinec                   | Extraliga  | 39  | 14               | 26               | 40               | 30               | 13               | 4  | 6                    | 10                   | 10                   |                      |                      |
| 2013-2014  | HC Oceláři Třinec                   | Extraliga  | 49  | 8                | 23               | 31               | 30               | 11               | 4  | 8                    | 12                   | 6                    |                      |                      |
| Totaux LNH | Totaux LNH                          | Totaux LNH | 969 | 194              | 303              | 497              | 581              | 73               | 12 | 15                   | 27                   | 42                   |                      |                      |